# Alysia Montaño
Alysia Montaño, z domu Johnson (ur. 23 kwietnia 1986 w Nowym Jorku) – amerykańska lekkoatletka, specjalizująca się w biegach średniodystansowych. Brązowa medalistka mistrzostw świata w 2011 z Daegu i w 2013 z Moskwy. 6-krotna złota medalistka Mistrzostw Stanów Zjednoczonych w biegu na 800 metrów. Jej znakiem rozpoznawczym jest kwiat przyczepiony do włosów podczas zawodów biegowych, który ma być symbolem jej kobiecości.

## Osiągnięcia
- 2010 – Doha – halowe mistrzostwa świata – brązowy medal w biegu na 800 metrów
- 2010 – Split – Puchar interkontynentalny – 8. miejsce w biegu na 800 metrów
- 2011 – Daegu – mistrzostwa świata – brązowy medal w biegu na 800 metrów
- 2012 – Londyn – igrzyska olimpijskie – 4. miejsce w biegu na 800 metrów
- 2013 – Moskwa – mistrzostwa świata – brązowy medal w biegu na 800 metrów
- 2015 – Toronto – Igrzyska panamerykańskie – srebrny medal w biegu na 800 metrów
- 2015 – Toronto – Igrzyska panamerykańskie – złoty medal w sztafecie 4 x 400 m

## Rekordy życiowe
- bieg na 400 m - 52,09 - Nuoro 14/07/2010
- bieg na 600 m (hala) - 1:23,59 - Nowy Jork 16/02/2013
- bieg na 800 m – 1:57,34 – Monako 22/07/2010
- bieg na 800 m (hala) – 1:59,60 – Doha 14/03/2010

## Bieganie w ciąży
W czerwcu 2014 roku Alysia zwróciła uwagę wielu osób podczas Mistrzostw USA w lekkoatletyce, biegając podczas bycia w ósmym miesiącu ciąży. Z czasem 2:32,13 zajęła 29. miejsce w preeliminacjach do biegu na 800 m. Dwa miesiące później urodziła córkę, Linneę Dori Montaño.